# Gündisch Mihály
Gündisch Mihály (Brád, 1906. március 20. – Marosvásárhely, 1984. március 7.) orvos.

## Életpályája
A kolozsvári református kollégiumban érettségizett (1924), orvosi oklevelét a kolozsvári egyetemen nyerte (1932); itt kezdte egyetemi pályáját. A Szövettani Intézet adjunktusa, majd előadótanára (1940–44) volt. 1945-ben megszervezte a marosvásárhelyi Orvosi és Gyógyszerészeti Intézet szövettani tanszékét, amelynek egyetemi tanára volt nyugalomba vonulásáig, 1964-ig. Az orvostudományok docens doktora. 1964-től az RSZK Akadémiája Marosvásárhelyi Tudományos Kutatóállomásának igazgatója.
Szakmunkáiban a szövettannal, hisztokémiával, kísérletes fejlődéstannal, elektronmikroszkópos sejt- és szövettani kutatásokkal, idegszövettani vizsgálatokkal foglalkozott. A végtagok fejlődésmechanikáját tanulmányozó tenyésztési kísérleteiről az Erdélyi Múzeum-Egyesület Orvostudományi Szakosztálya Értesítőjében számolt be (1943). Társszerzője Pucky Pállal és Székely Károllyal együtt a Krompecher-féle Ízületképzés című monográfiának (Kolozsvár, 1943), majd a román nyelvű Histologie I–II. kötetének (1955–57). Kreindler Artúr akadémikussal közösen szerkesztette a Cercetări medicale című tanulmánykötetet (1968). Szakdolgozatai hazai magyar, román, német szakközlönyökben jelentek meg.

## Önálló munkái
- Szövettan I–II. (egyetemi jegyzet, Marosvásárhely 1945–54)
- Szövettani gyakorlatok (Marosvásárhely 1956)